# Гордон, Кейтер
Кейтер Гордон (англ. Kater Gordon) — американский сценарист телевидения. Она работала над драматическим сериалом канала AMC «Безумцы» и выиграла премию Гильдии сценаристов США и премию «Эмми».

## Биография
Гордон работала в кино в качестве производственного ассистента. Гордон присоединилась к команде драматического сериала канала AMC «Безумцы» в качестве ассистента сценариста для второго сезона в 2008 году. Она была одним из сценаристов финала второго сезона, «Размышления во время кризиса», вместе с создателем и шоураннером сериала Мэттью Вайнером. Гордон вернулась в состав сценаристов третьего сезона в 2009 году и написала сценарий к эпизоду «Туман», а также стала одним из сценаристов эпизода «Синий цвет» (с Вайнером). Гордон и состав сценаристов выиграли премию Гильдии сценаристов США за лучший драматический сериал на церемонии в феврале 2010 года за их работу над третьим сезоном.
В 2009 году она выиграла премию «Эмми» за её сценарий к «Безумцам».